# 日焼けサロン

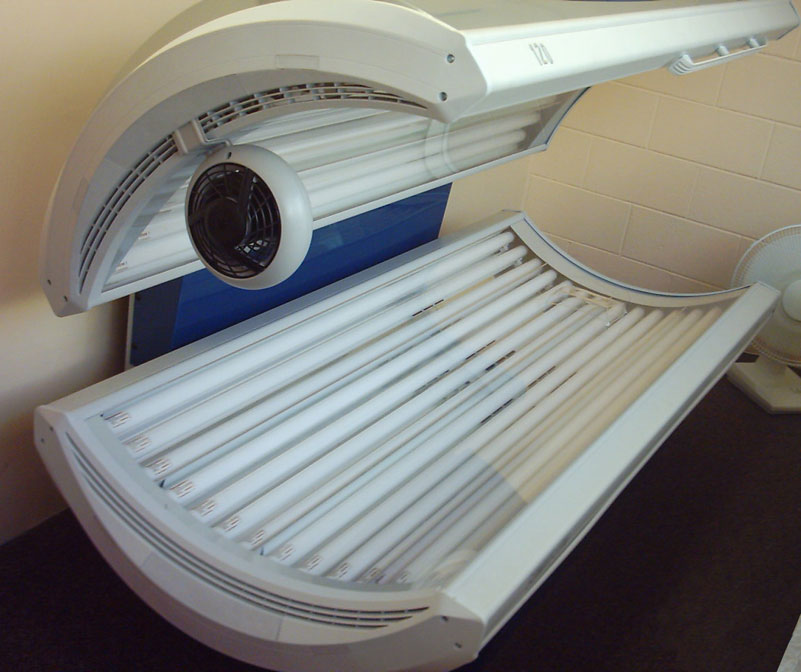
日焼けマシーン

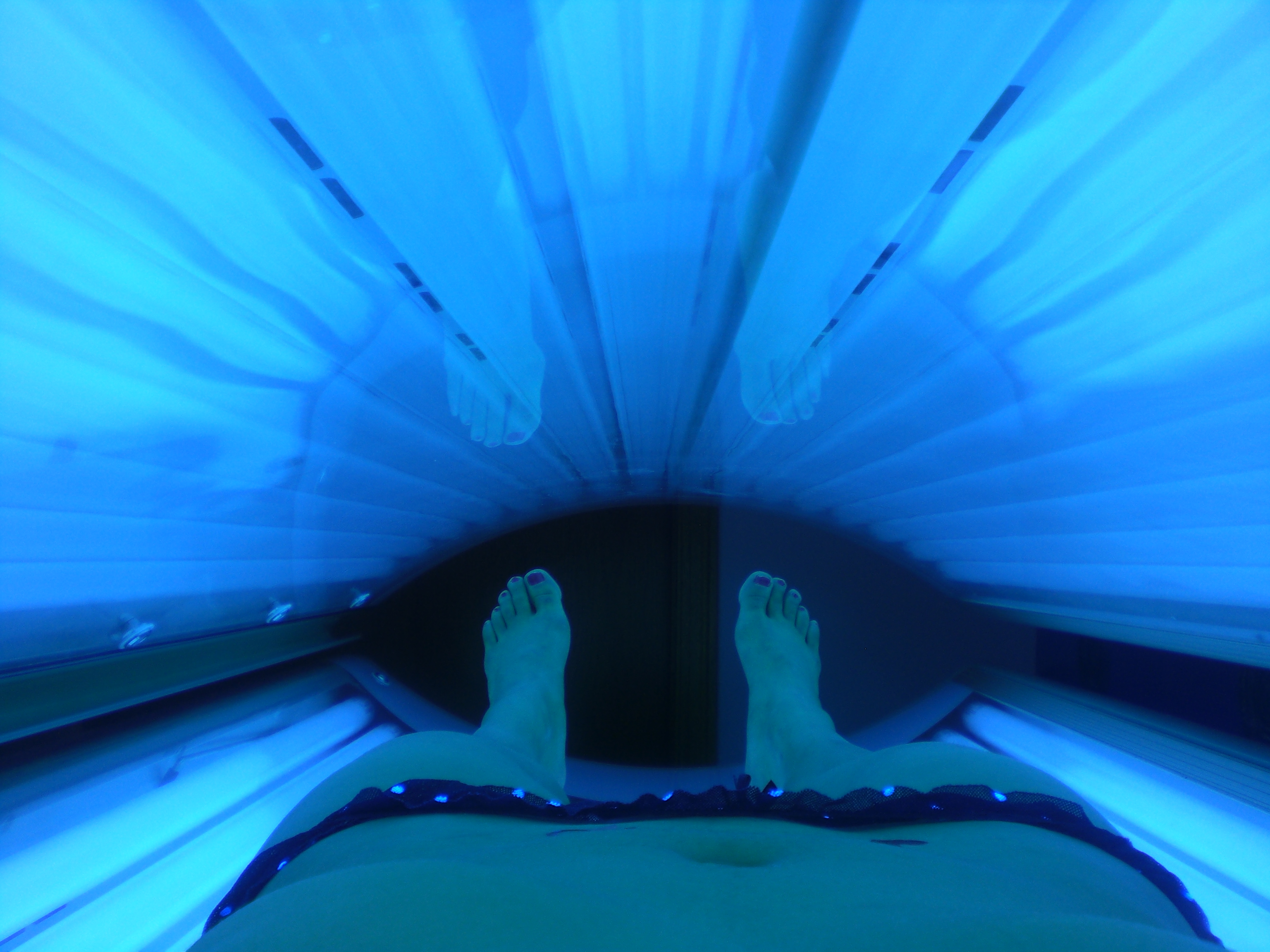
日焼けマシーンの内部

日焼けサロン（ひやけサロン）は、肌に紫外線を人工的に当てて、黒く日焼けを施す店舗のことである。日サロ（ひサロ）と略されることが多い。
日焼けする場合、日焼けマシーンを用いる。作用については日焼けマシーンを参照のこと。

## 立地と構造
市街地や人口が多い場所に多い。多くの日焼けサロンの店舗面積は20 - 30坪前後で、日焼けマシーンの設置された個室・シャワールーム・メイクルーム・受付カウンター・待合室からなる。
大型店舗が少なく20 - 30坪前後の店舗が多いのは、日焼けサロンに対する需要だけでなく、電気容量も大きな理由であると考えられる。低圧電力で契約している場合、供給電力は50kW未満でなければいけないのに対し、日焼けマシーンの1台あたりの消費電力は10kW前後である。そのため、最大でも数台までしか設置することができない。

## 利用方法
多くの店舗では、最初にレジカウンターで代金を支払うと日焼けマシーンが設置された部屋に案内される。多くの場合は個室となっている。店員が日焼けマシーンの電源と利用時間を管理している店舗と、利用者が日焼けマシーンにコインを投入し自分で操作する店舗があるが、前者の方が多い。
日焼けが終わるとシャワーを浴びることになるが、日焼けマシーンの設置された部屋にシャワーが設置されている店舗と、シャワールームが別に設置された店舗がある。後者の場合はタオルなどを体に巻きつけて移動しなくてはいけないので、利用者には前者の方が好まれる。しかし、この場合は客がシャワー中も日焼けルームを使用するので、店舗側としては回転率が落ちてしまうという問題もある。
店舗によっては、日焼けマシーンの設置されている部屋にシャワールームも設置された完全個室型もある。
シャワー利用後は、ドライヤーなどが設置されたドレッシングルームに移動する。日焼けサロンのサービスとしては概ねここまでで終了となるが、ドリンク類を飲むことができる店舗もある。

## 料金
肌が黒くなるにつれ、短時間では効果が薄くなるので、利用時間を延ばすか利用回数を増やす必要がある。一から日焼けする場合、個人差はあるものの、5回程度以上は通わなければならないといわれており、その場合は2万円前後の予算がかかる。また、日焼けを維持するためには定期的に通う必要があり、一ヶ月あたり1万円前後かかる。なお、ガングロやゴングロと言われる黒さを維持するには週3回は使用しなければいけないとされているが、一般的には3万円ほどで十分に日焼けを楽しむことができる。

## 日焼けマシーン
現在の日焼けサロンでは6,000W～25,000Wの日焼けマシーンが主流になっている。出力が低いと利用者に焼けないというイメージを持たれてしまうおそれがあり、その場合はリピートにつながらなくなってしまうことがある。そのため、日焼けサロンは日焼けマシーンのグレードや出力を競い合っており、利用者にも高出力の日焼けマシーンの方が好まれる場合が多い。ただし、特に技術革新の進んだ最先端、次世代日焼けマシーンと呼ばれるもの（主にドイツ製）については、機器効率と日焼け効果が重視されているので、ワット数は単なる目安となっている。

## 安全基準の策定
日焼けマシーンは発癌リスクが高く、世界保健機関の国際がん研究機関(IARC)はもっとも危険性の高い「グループ1」に認定している。
国内の日焼けサロンにおいて、一部事業者が独自の基準で安全基準を設定しているが、多くの事業者などは安全基準などを全く設定せず、健康被害の拡大が社会的な問題となってきている。
消費者庁、東京都、及び業界団体の日本セーフティ・タンニング協会の3者は、外部の有識者等を含めて医学的な根拠に基づいた安全基準を2010年に策定している。
安全基準ではタンニングマシンを利用できない人として
- 16歳未満の人
- 妊娠中や、妊娠の可能性のある人
- 同じ日に、前もって日光浴をした人
- 抗生物質、睡眠薬、抗うつ剤、ピル、水虫薬、湿布薬を使用中、及び使用直後の人
- 飲酒後、体調不良、睡眠不足の人

などを挙げている。
他国の状況については、日焼けマシーン#各国の取り組みの項を参照のこと。